# Camille Melloy
Camille Melloy (Melle, 28 juni 1891 – Sint-Niklaas, 1 november 1941), pseudoniem van Camille De Paepe, was een Belgisch Franstalig dichter, vertaler en rooms-katholiek priester.
Hij vertaalde onder andere werken van Stijn Streuvels en Felix Timmermans in het Frans.